# Taikyoku Gedan
Taikyoku Gedan è un kata di karate, maggiormente noto nello stile del Gōjū-ryū.

## Caratteristiche nello stile Gōjū-ryū
Taikyoku Gedan (oppure Taikyoku Gedan Ichi) è il terzo kata di karate  dello stile Gōjū-ryū.
I kata del Goju-Ryu, che iniziano col nome taikyoku, fanno parte dei kata di base, detti Taikyoku kata.
Taikyoku vuole dire "primo corso/percorso", mentre "gedan" significa "basso" (indica la parte bassa del corpo).
La parola Taikyoku deriva dall'arte cinese del Tai Chi, ma vi è somiglianza solo nel significato: l'idioma indica "che ha origine dall'universo" e viene usato per indicare qualsiasi cosa che si ritiene eterna.
Il Taikyoku Gedan è stato creato da Chōjun Miyagi.
Di solito viene eseguito per la cintura gialla, assieme al secondo kata: Taikyoku Chudan.
Al suo nome, a volte, è aggiunta la parola "ichi" che vuol dire "uno", in quanto esiste anche il fratello gemello Taikyoku Gedan Ni, dove "ni" vuol dire "due".

## Tecniche del kata nello stile Gōjū-ryū
Il kata è eseguito in posizione di Shiko Dachi Shakaku (a 45°) e le tecniche sono Gedan Uke (detta anche Gedan Barai) e Seiken Tsuki. 
Il movimento del kata è ad "H", movimento comune a tutti i kata Taikyoku.